# Stand By You (遊吟の曲)
「Stand By You」（スタンド・バイ・ユー）は、日本のフォークデュオ・遊吟のインディーズ2作目のシングル。

## 概要
- 前作「君が僕を愛してくれたから」から4ヶ月ぶりのシングル。
- 前作同様、地域限定販売のみで現在は廃盤となっており入手は不可能。

## 収録曲
1. Stand By You
2. と・ど・け
3. ひまわりの花
表題曲同様、1stアルバム『愛の詩』に収録された。
4. Stand By You (inst)
5. と・ど・け (inst)
6. ひまわりの花 (inst)